# Liste du patrimoine immobilier classé de Burg-Reuland
Cette page regroupe l'ensemble du patrimoine immobilier classé de la ville belge de Burg-Reuland.
| Objet                    | Année de construction / Architecte | Adresse | Section communale | Coordonnées                      | Numéro d’inventaire | Illustration             |
| ------------------------ | ---------------------------------- | ------- | ----------------- | -------------------------------- | ------------------- | ------------------------ |
|                          |                                    |         |                   | 50° 18′ 31″ nord, 6° 00′ 47″ est | 31215               |                          |
| Château de Burg-Reuland  |                                    | Reuland |                   | 50° 11′ 45″ nord, 6° 08′ 04″ est | 31020               | Château de Burg-Reuland  |
|                          |                                    | Reuland |                   | 50° 11′ 44″ nord, 6° 08′ 11″ est | 31024               |                          |
| Maison van Orley         |                                    |         |                   | 50° 11′ 43″ nord, 6° 08′ 10″ est | 31023               | Maison van Orley         |
|                          |                                    |         |                   | 50° 11′ 41″ nord, 6° 08′ 07″ est | 31022               |                          |
| Tumulus de Hochtumsknopf |                                    |         |                   | 50° 13′ 54″ nord, 6° 03′ 31″ est | 31291               | Tumulus de Hochtumsknopf |
| Château Oberhausen       |                                    |         |                   | 50° 09′ 27″ nord, 6° 08′ 21″ est | 31017               | Château Oberhausen       |
|                          |                                    |         |                   | 50° 08′ 32″ nord, 6° 08′ 22″ est | 31018               |                          |
|                          |                                    |         |                   | 50° 08′ 31″ nord, 6° 08′ 22″ est | 31019               |                          |
|                          |                                    |         |                   | 50° 08′ 39″ nord, 6° 08′ 18″ est | 31054               |                          |
|                          |                                    |         |                   | 50° 08′ 37″ nord, 6° 08′ 11″ est | 31051               |                          |
|                          |                                    | Thommen |                   | 50° 13′ 10″ nord, 6° 04′ 26″ est | 31025               |                          |
|                          |                                    | Thommen |                   | 50° 13′ 10″ nord, 6° 04′ 26″ est | 31030               |                          |
|                          |                                    |         |                   | 50° 13′ 25″ nord, 6° 03′ 14″ est | 31052               |                          |
|                          |                                    |         |                   | 50° 11′ 38″ nord, 6° 09′ 02″ est | 31001               |                          |
|                          |                                    |         |                   | 50° 11′ 25″ nord, 6° 04′ 12″ est | 31016               |                          |
|                          |                                    |         |                   | 50° 12′ 48″ nord, 6° 06′ 43″ est | 31298               |                          |
|                          |                                    |         |                   | 50° 13′ 18″ nord, 6° 07′ 20″ est | 31297               |                          |
|                          |                                    |         |                   | 50° 11′ 48″ nord, 6° 08′ 23″ est | 32238               |                          |